# 宮內唯
宮內唯（日语：／ Miyauchi Yui，1989年4月10日—），日本女子羽毛球运动员。日本体育大学畢業，隸屬於瑞薩電子公司。

## 簡歷
2012年5月，宮內唯與福島由紀的組合參加馬來西亞羽毛球黃金大獎賽，躋身準決賽。

## 主要比賽成績
只列出曾進入準決賽的國際賽事成績：
| 年份   | 賽事                     | 公開賽級別 | 項目     | 拍檔       | 成績   |
| ------ | ------------------------ | ---------- | -------- | ---------- | ------ |
| 2009年 | 越南羽毛球國際挑戰賽     | 國際挑戰賽 | 女子雙打 | 板垣有紀   | 亞軍   |
| 2012年 | 馬來西亞羽毛球黃金大獎賽 | 黃金大獎賽 | 女子雙打 | 福島由紀   | 準決賽 |
| 2012年 | 新加坡羽毛球國際系列賽   | 國際系列賽 | 女子雙打 | 福島由紀   | 亞軍   |
| 2013年 | 馬來西亞羽毛球國際挑戰賽 | 國際挑戰賽 | 女子雙打 | 久後明日美 | 冠軍   |
| 2014年 | 大阪羽毛球國際挑戰賽     | 國際挑戰賽 | 女子雙打 | 久後明日美 | 亞軍   |

| 2007-2017年 | 首要超級賽 | 超級賽 | 黃金大獎賽 | 大獎賽 | 國際挑戰賽 | 國際系列賽 | 未來系列賽 | 其他 |

| 2018-2026年 | 總決賽 | 超級1000賽 | 超級750賽 | 超級500賽 | 超級300賽 | 超級100賽 | 國際挑戰賽 | 國際系列賽 | 未來系列賽 | 其他 |